# Thẩm Quốc Huy
Thẩm Quốc Huy (tiếng Trung: 沈國輝; Việt bính: sam² gwok3 fai1; sinh ngày 30 tháng 5 năm 1984 ở Hồng Kông) là một cầu thủ bóng đá Hồng Kông hiện tại thi đấu cho câu lạc bộ tại Giải bóng đá ngoại hạng Hồng Kông Southern.
Anh là anh trai của Thẩm Quốc Cường.

## Đời sống cá nhân
Thẩm Quốc Huy cầu hôn thành công bạn gái 6 năm của mình, Stephanie ngày 31 tháng 12 năm 2011. Đồng đội của anh ở Citizen teammates đã hát bài "唯獨你是不可取締" (Chỉ có em là không thể thay thế), một bài hit của Hứa Chí An, như anh yêu cầu. Nhưng anh nói rằng đám cưới sẽ phải đợi đến năm 2013, khi anh cần phải tiết kiếm tiền cho nó và ngôi nhà của họ.

## Danh hiệu

### Câu lạc bộ
Happy Valley
- Giải hạng nhất Hồng Kông: 2002–03, 2005–06
- Hồng Kông Senior Shield: 2003–04
- Cúp FA Hồng Kông: 2003–04

Citizen
- 'Cúp FA Hồng Kông: 2007–08
- Hồng Kông Senior Shield: 2010–11

## Thống kê sự nghiệp

### Sự nghiệp quốc tế
Tính đến 2 tháng 10 năm 2011
| #  | Ngày                 | Địa điểm                                             | Đối thủ     | Kết quả | Ghi bàn | Giải đấu                                     |
| -- | -------------------- | ---------------------------------------------------- | ----------- | ------- | ------- | -------------------------------------------- |
| 1  | 29 tháng 1 năm 2006  | Sân vận động Hồng Kông, Hồng Kông                    | Đan Mạch    | 0–3     | 0       | 2006 Carlsberg Cup                           |
| 2  | 1 tháng 2 năm 2006   | Sân vận động Hồng Kông, Hồng Kông                    | Croatia     | 0–4     | 0       | 2006 Carlsberg Cup                           |
| 3  | 15 tháng 2 năm 2006  | Sân vận động Hồng Kông, Hồng Kông                    | Singapore   | 1–1     | 0       | Giao hữu                                     |
| 4  | 18 tháng 2 năm 2006  | Sân vận động Hồng Kông, Hồng Kông                    | Ấn Độ       | 2–2     | 0       | Giao hữu                                     |
| 5  | 22 tháng 2 năm 2006  | Sân vận động Hồng Kông, Hồng Kông                    | Qatar       | 0–3     | 0       | Vòng loại Cúp bóng đá châu Á 2007            |
| 6  | 1 tháng 3 năm 2006   | Sân vận động Quốc gia Bangabandhu, Dhaka, Bangladesh | Bangladesh  | 1–0     | 0       | Vòng loại Cúp bóng đá châu Á 2007            |
| 7  | 9 tháng 10 năm 2009  | Outsourcing Stadium, Shizuoka, Nhật Bản              | Nhật Bản    | 0–6     | 0       | Vòng loại Cúp bóng đá châu Á 2011            |
| 8  | 6 tháng 1 năm 2010   | Sân vận động Quốc gia, Madinat 'Isa, Bahrain         | Bahrain     | 0–4     | 0       | Vòng loại Cúp bóng đá châu Á 2011            |
| 9  | 4 tháng 10 năm 2010  | Sân vận động Balewadi, Pune, Ấn Độ                   | Ấn Độ       | 1–0     | 0       | Giao hữu                                     |
| 10 | 17 tháng 11 năm 2010 | Sân vận động Hồng Kông, Hồng Kông                    | Paraguay    | 0–7     | 0       | Giao hữu                                     |
| 11 | 3 tháng 6 năm 2011   | Siu Sai Wan Sports Ground, Hồng Kông                 | Malaysia    | 1–1     | 0       | Giao hữu                                     |
| 12 | 23 tháng 7 năm 2011  | Sân vận động Hoàng tử Mohamed bin Fahd, Dammam       | Ả Rập Xê Út | 0–3     | 0       | Vòng loại giải vô địch bóng đá thế giới 2014 |
| 13 | 28 tháng 7 năm 2011  | Siu Sai Wan Sports Ground, Hồng Kông                 | Ả Rập Xê Út | 0–5     | 0       | Vòng loại giải vô địch bóng đá thế giới 2014 |
| 14 | 30 tháng 9 năm 2011  | Sân vận động Quốc gia Kaohsiung, Kaohsiung, Đài Loan | Philippines | 3–3     | 0       | Long Teng Cup 2011                           |
| 15 | 2 tháng 10 năm 2011  | Sân vận động Quốc gia Kaohsiung, Kaohsiung, Đài Loan | Ma Cao      | 5–1     | 0       | Long Teng Cup 2011                           |